# Фільмографія українського короткометражного кіно 1990-2010-х років
Фільмографія українського короткометражного кіно 1990—2010-х років — це список українських короткометражних фільмів створених за часів української незалежності.

## 1991
- «Мана», Борис Михайлов, Київська кіностудія художніх фільмів ім. О. П. Довженка
- «Одна ніч», Анатолій Стецюк, Одеська кіностудія художніх фільмів
- «Пудель», Тетяна Черкашина, Київська кіностудія художніх фільмів ім. О. П. Довженка
- «Родимка», Любов Дроздовська-Гапатіна, Київська кіностудія художніх фільмів ім. О. П. Довженка
- «Суржик», Сергій Шевченко, Київська кіностудія художніх фільмів ім. О. П. Довженка

## 1992
- «Загальна картина була красива», Євген Солнцев, Київська кіностудія художніх фільмів ім. О. П. Довженка, ТО «Дебют»
- «Каїн», Федір Мускарін, Київська кіностудія художніх фільмів ім. О. П. Довженка, ТО «Дебют»
- «Постріл», Олена Риндя, Київська кіностудія художніх фільмів ім. О. П. Довженка, ТО «Дебют»
- «Похмурий ранок»,Ігор Миленко, Київська кіностудія художніх фільмів ім. О. П. Довженка
- «Сорочка зі стьожкою» / «Сорочка з вишивкою», Василь Домбровський, Київська кіностудія художніх фільмів ім. О. П. Довженка
- «Спілка одноногих», Олександр Столяров, Київська кіностудія художніх фільмів ім. О. П. Довженка, ТО «Дебют»

## 1993
- «Все минає», Наталія Талан, Київська кіностудія художніх фільмів ім. О. П. Довженка, ТО «Дебют»
- «Зів'яла сакура в моєму саду, ти знову проходиш повз мене», Олег Чорний, Київська кіностудія художніх фільмів ім. О. П. Довженка, ТО «Дебют»
- «Кобзар», Микола Мащенко, Київська кіностудія художніх фільмів ім. О. П. Довженка
- «Ніч совка», Анатолій Борсюк, Студія «Контакт»
- «Пієта», Микола Мащенко, Київська кіностудія художніх фільмів ім. О. П. Довженка
- «Сашко», Микола Каптан
- «Трамвай удачі», Ганна Гресь, Київська кіностудія художніх фільмів ім. О. П. Довженка, ТО «Дебют»
- «Три плачі над Степаном», Валерій Шалига, Київська кіностудія художніх фільмів ім. О. П. Довженка, ТО «Дебют»

## 1994
- «Шоста година останнього тижня кохання», Костянтин Шафоренко, Київська кіностудія художніх фільмів ім. О. П. Довженка, ТО «Дебют»

## 1995
- «Русалонька», Володимир Тихий
- «Сокира», Володимир Тихий
- «Тисмениця», Неллі Пасічник, Телекомпанія «Міст» (Львів), Святослав Максимчук
- «Увертюра», Михайло Безчастнов, Кінокомпанія «Август», Авіакомпанія «Аеросистеми»

## 1996
- «Ай-да Клемансо», Олександр Катунін, Студія «ТЕТ»
- «Різдвяна оповідь», Олександр Катунін, Студія «ТЕТ»

## 1997
- «Благовіст», Володимир Артеменко, «Укркінохроніка»
- «Благослови, берегине!», Вались Трохименко, «Укркінохроніка»
- «Валіза», Олександр Шапіро, Студія «Стоп Крана»
- «Інша передача або ближче до сонця», Олександр Катунін, Студія «ТЕТ»
- «Ліфтер», Георгій Фомін, КДІТМ
- «Призма 6 + 1», Альфред Максименко, Ганна Куц, Віктор Довгалюк, ТБ студія «Око» (Львів)
- «Потоки», Ярослав Попов, КДІТМ
- «Сон в руку», Олександр Катунін, Студія «ТЕТ»

## 1998
- «100=188», || Олександр Шапіро, «Студія М-16» (Київ)
- «Бойня», Тарас Томенко, КДІТМ
- «Великий льох», Володимир Миронюк, Телекомпанія «Міст» (Львів)
- «Двірник», Юрій Біденко
- «Красуня», Катерина Пивоварова, КДІТМ
- «Люди добрі», Сергій Наталушко, Новий канал
- «На пляжі», Андрій Тимощук, КДІТМ
- «Некропольці-2», Сергій Альошечкін, КДІТМ
- «Очевидна невідворотність», Оксана Чепелик, Центр сучасного мистецтва «Дах», Центр сучасного мистецтва Сороса
- «Пісня про буревісника», Юлія Кударенко, ТРК «Київ»
- «Романс», Лариса Наумова, КДІТМ
- «Улюблені іграшки лідерів», Оксана Чепелик, Центр сучасного мистецтва Banff (Канада)
- «Хліб лайно та радіація», Микола Шаповалов, КДІТМ

## 1999
- «Bicycling», Андрій Толошний, 1+1
- «So Good!», Юрій Єрмоленко, «Рапан»
- «А зранку вони не прокинулись», Євген Гориславець, КДІТМ
- «Весна і молодість», Сергій Шахворостов, КДІТМ
- «…від Булгакова», Сергій Маслобойщиков, 1+1
- «Все буде добре», Олександр Онуфрієв, КДІТМ
- «Галілей», Неллі Пасічник, Телекомпанія «Міст» (Львів), Святослав Максимчук
- «Голий», Олександр Безручко, КДІТМ
- «Граффіті», Євген Хворостенко, КДІТМ
- «Друга стать», Гаспар Бергман
- "Звуки людини ", Алла Яковлева, «Ковчег»
- «Іду», Олег Гаєнко, КДІТМ
- «Історія», Марина Ткаченко, КДІТМ
- «Лист до Америки», Кіра Муратова, Одеська кіностудія художніх фільмів
- «Машиніст з гайковим ключем», Ярослав Попов, Новий канал
- «Муза», Микола Воротинцев, КДІТМ
- «Народження звуку», Віра Яковенко, КДІТМ
- «Осінній театр», Євген Кролевський, КДІТМ
- «Повернення», Віктор Глушков, КДІТМ
- «Портрет», Микола Воротинцев, КДІТМ
- «Привид часу», Лариса Наумова, КДІТМ
- «Прокурор», Андрій Маслов, «Психо дель арт»
- «Проста історія», Андрій Ржанов, КДІТМ
- «Прощай, Дніпро!», Олександр Муратов, Київська кіностудія художніх фільмів ім. О. П. Довженка
- «Сповідь жінки-сонця», Оксана Рябчук, КДІТМ
- «…та Сальєрі», Андрій Маслов, «Психо дель арт»
- «Фатальні шампіньйони», Ірина Тімліна, «Internews Network Ukraine»
- «Чортеня», Оксана Урсакі, КДІТМ
- «Шепіт шуму», Андрій Тимощук, КДІТМ

## 2000
- «Декарт», Олександр Шапіро, Студія «16 інсект»
- «Коротка прогулянка назавжди», Ганна Костильова, Мирослав Хорошун
- «Неба шматочки», Олександр Безручко, «Internews Network Ukraine»
- «Поганий, злий ще зліший!», Володимир Дощук, КДІТМ

## 2011
- «Маленькі дурниці заради великого кохання»[1] (реж. Ярослав Балло)
- «Поза грою» (реж. Наталія П'ятигіна)

## 2012
- «Метелик», Максим Буйницький, Національна кіностудія художніх фільмів ім. О. П. Довженка
- «Fata morgana», О.Бортняк, Національна кіностудія художніх фільмів ім. О. П. Довженка
- «Янгол смерті», Володимир Тихий
- «Апартаменти», Олександр Шапіро
- «Без ГМО», Лариса Артюгіна
- «Борода», Дмитро Сухолиткий-Собчук
- «Візіт», Ліза Сміт
- «Гамбург», Володимир Тихий
- «День незалежності», Антоніна Ноябрьова
- «Жовта квітка для мосьє Бурійона», Ларіса Артюгіна
- «Красива жінка», Олена Алімова
- «Пиріг», Юрій Ковальов
- «Дивні люди», Кріс Вудс/ англ. Chris Woods
- «Таємна свобода», Сергій Лисенко
- «Ревнощі», Алан Бадоєв

## 2013
- «Helen», Леся Калинська
- «Алкоголічка», Юлія Гонтарук, ТОВ «Директорія кіно», Держкіно
- «Вчитель німецької», П. Мащенко, ТОВ «Візіт Сінема», Держкіно
- «Гості мого дому», Олег Федченко, ТОВ «Директорія кіно», Держкіно
- «Дорога», Максим Ксьонда
- «І Бог зробив крок у порожнечу», Заза Буадзе, ТОВ «Фреш продакшн», Держкіно
- «Інь, і що з цим робити», Мирослава Хорошун, ТОВ «Ноосфера», Держкіно
- «Крапка в кінці роману», Андрій Макарченко, Національна кіностудія художніх фільмів ім. О. П. Довженка, Держкіно
- «Не менше 50 кг», Марина Артеменко, ТОВ «Директорія кіно», Держкіно
- «Німфо», Олег Борщевський
- «Обійми», Філіп Сотниченко
- «Перший крок у хмарах», Аліна Горлова
- «Побаченни», Євген Матвієнко
- «Помин», Ірина Цілик
- «Солов'ї, солов'ї», Андрій Рожен, КП «Кіностудія Контакт НСКУ», Держкіно
- «Структура кави», Олег Бобало-Яремчук, ТОВ «Гуліверсінема», Держкіно
- «Смарагдовий паркан»[2], Ярослав Балло[3]
- «Уроки української», Руслан Батицький
- «Ядерні відходи», Мирослав Слабошпицький
- «Старий пес», Максим Стецьков

## 2014
- «Безсоння», Максим Мадонов
- «Бєрци», Андрій Литвиненко, ТОВ «Студія ТВ+», Держкіно
- «Віддалік», Катерина Горностай
- «Віолончель», Олеся Моргунець, Національна кіностудія художніх фільмів ім. О. П. Довженка, Держкіно
- «Давай не сьогодні», Христина Сиволап, ТОВ «Директорія кіно», Держкіно
- «Дружини війни», Олеся Орлова
- «Листопад», Марина Кондакова, ТОВ «Директорія кіно», Держкіно
- «Ніжність», Анастасія Максимчук, ТОВ «Директорія кіно», Держкіно
- «Равлики», Марина Врода
- «Стіна», Михайло Москаленко
- «Щасливі не стежать за часом», Ярослав Балло[4][5]
- «Я тебе знаю», Марія Пономарьова, ТОВ «Директорія кіно», Держкіно

## 2015
- «Білі слони», Яна Антонець
- «Больнічка», Оксана Казьміна
- «Вага», Юрій Шилов
- «Зупинка», Костянтин Петрушенко
- «Жилець», Анастасія Матешко
- «Занурення», Олександр Зирянов
- «Карусель», Нікон Романченко
- «Мій хлопчику», Тарас Денисенко, Держкіно
- «Напрокат», Сергій Сторожев
- «Син», Філіп Сотниченко
- «Чоловіча робота», Марина Степанська
- «Дідочок», Володимир Тихий, ТОВ «Директорія кіно»
- «Повернись», Андрій Кириллов
- «У Манчестері йшов дощ», Валерія Кальченко, Антоніо Лукіч
- «Хто підставив Кіма Кузіна?», Антоніо Лукіч
- «Інь, і що з цим робити», Мирослава Хорошун
- «Зона»

## 2016
- «24», Станіслав Битюцький
- «May be», Наталія Давиденко
- «Moving Layers», Сергій Пацкевіч
- «White Light Energy Dance», Василь Величко
- «Атракціон», Олег Педан (анімаційний)
- «Без тебе», Наріман Алієв, «Ave Production»
- «Висока гора», Володимир Бакум
- «Відлуння», Олександр Шкрабак
- «Віддача», Анастасія Ярославна Гусар
- «Викрадення старих», Кописов Валерій
- «Все буде добре», Антоніна Ноябрьова
- «Вирій», Ярослав Балло
- «Гості мого дому», Олег Федченко
- «Два квитки до Берліна», Вікторія Жукова
- «Десерт», Денис Сполітак
- «Дім», Ірина Цілик, «Директорія кіно», Держкіно
- «До фігури батька», Ліза Бабенко
- «Екзіст», Анастасія Супрун
- «Жінка на сонці», Анастасія Тиха
- «Запаморочення», Юрій Катинський
- «Згущьонка», Катерина Горностай, «Wiz-Art»
- «Зустріч», Жанна Озірна, «Wiz-Art»
- «Зерно», Ксенія Бугрімова
- «Зірка Давид», Євгеній Кошин
- «Знайти вихід», Вадим Шапран
- «Квадрати», Олег Філіпенко
- «Київ Москва», Анна Любинецька
- «Кончєний», Маргарита Кузьмина
- «Кордон Віри», Оксана Войтенко
- «Коріння», Ілона Кочарян
- «Котики», Жанна Озірна, «Wiz-Art»
- «Кров», Валерія Сочивець, ГО «СУК», Київський Національний Університет театру, кіно та телебачення ім. І. Карпенка-Карого
- «Кров'янка», Аркадій Непиталюк, ТОВ «Пронто Фільм», Держкіно
- «Легке дихання», Маргарита Курбанова
- «Лист з минулого», Андрій Рожен
- «Маячник», Надія Шмельова
- «Не бреши мені», Олександр Фразе-Фразенко
- «Ніч з Наталею», Андрій Бондаренко
- «Одного разу в Одесі», Владек Занковскі
- «Оливкове небо», Андрій Остріковський
- «Один день», Костянтин Петрушенко
- «Перший крок у хмарах», Аліна Горлова
- «Після», Ганна Джалалі
- «Повернення», Ігор Лимар
- «Пошкодження», Володимир Власенко
- «Правила гри», Соломія Томащук
- «Принаймні ти тут», Крістен Свонбек
- «Просмотрено», Надія Шмельова
- «Рожева мапа», Ель Парвулеско, «Cat Alliance»
- «Роса», Іван Косенко
- «Синагога», Іван Орленко, ТОВ «Татофільм», Держкіно
- «Скажи „Кукурудза!“», Валерія Кальченко
- «Сказ», Марися Нікітюк
- «Спогади мертвої людини», Микола Засєєв
- «Тил», Ілля Макаренко
- «Фейсконтроль», Ольга Стуга
- «Чорногора», Тарас Дронь, «Wiz-Art»
- «Цвях», Філіп Сотниченко
- «Чапля», Марія Пономарьова
- «Я на колінах», Катерина Павленко

## 2017
- «Merry-Go-Round», Ігор Подольчак
- «Elektromen», Микита Скоморохов
- «Uneasiness», В'ячеслав Паренюк
- «Аймо», Максим Люков
- «Анахата», Рита Кузьмина
- «Благодать», Жанна Озірна
- «Битва — вороги самі собі», Футорняк Євгеній, Жук Роман, Петрус Корнелій
- «Бритва», Дарина Долеско
- «Бузок», Катерина Горностай
- «Долаючи тишу», Юдін Юрій, Дмитро Бурко, Олена Москальчук
- «Випуск'97», Павло Остріков, «Крісті фільм»
- «Вечір Сен-Санса», Наталія Кисельова
- «В холодну ніч. Навіть тарган другом є. Вона не прийшла», Ахмед Сарихаліл
- «Говори зі мною», Катерина Лесик
- «Гойдалки», Валерія Сочивець, ТОВ «Віател», Держкіно
- "Двері, Наталія Давиденко, «Fresh Production Group», Держкіно
- «Двірник», Наталя Кудрик, ТОВ «MKK ФІЛЬМ СЕРВІС», Держкіно
- «Діна», Мирослава Клочко, FAMU
- «Державна установа», Ярема Малащук, Роман Хімей
- «Дружина зі знижкою», Віктор Буток
- «Ефект сходів», Катя Павленко
- «Зсередини», Олександр Биков, «Flying Cow»
- «Ілюзія», Аліна Хорошилова, Національна кіностудія художніх фільмів ім. О. П. Довженка, Держкіно
- «Ілюзія контролю. Початок», Владек Занковскі
- «Інший», Кирил Жаровський
- «Кава по колу», Олександр Солдатов, ТОВ «Ап Юей студіо», Держкіно
- «Київська історія», Михайло Маслобойщиков, ТОВ «Віател», Держкіно
- «Кінець місяця», Олег Ісаков
- «Клітка для папуги», Ірина Асонова
- «Кохання/пристрасть», Жук Роман, Петрус Корнелій
- «Кредит або чи кохатимеш ти мене завтра?»,  Ярослав Балло
- «Кров», Ірина Правило
- «Марія», Новруз Хікмет
- «Мілена», Олександр Фразе-Фразенко
- «Мужицький ангел», Ірина Правило
- «На своїй землі», Олександр Кирієнко
- «Намір», Анна Смолій, ТОВ «БІ-ТІ-ЕЛ-ВАВІЛОН», Держкіно
- «Невидимі», Юрій Весельський, Юрій Поліщук
- «Невидима», Максим Наконечний, ТОВ «Табор», Держкіно
- «Нетерпимість», Володимир Бакум
- «Ніч з Наталею», Андрій Бондаренко
- «Образ», Сергей Щербак
- «Останній запис», Сипрієн Клеман-Дельмас, Ігор Косенко
- «Перша ніч», Юлія Дегліна
- «Післясмак», Юрій Катинський, Київський національний університет театру, кіно і телебачення імені Івана Карпенка-Карого
- «Поза зоною», Нікон Романченко, ТОВ «Віател», Держкіно
- «Позавікове», Ірина Правило
- «Попільничка», Олег Філіпенко
- «Прогулянка», Ілля Захаров
- «П'ять хвилин», Яна Антонець, ТОВ «Гоу Юей Продакшн», Держкіно
- «Рубіж реальності», Михайло Бакузов
- «Свині», Роман Любий, ТОВ «Директорія кіно», Держкіно
- «Свято хризантем», Семен Мозговий, ТОВ «Мейнстрім Пікчерс», Держкіно
- «Слово», Ігор Висневський
- «Смородина», Павло Остріков, «Крісті фільм»
- «Солатіум», Крістіна Тинькевич
- «Сомнамбули» рем. Марина Гришай
- «Технічна перерва», Філіп Сотниченко, ТОВ «Віател», Держкіно
- «Тут смачна кава», Юлія Дегліна
- «У полі», Олександр Шкрабак, ТОВ «Фреш Продакшн Ю Ей», Держкіно
- «Фотоморгана / Photomorgana», Ірина Кальченко
- «Чарівна балерина», Олена Рубашевська, ТОВ «МіроГраф», Держкіно

## 2018
- «Int. Kitchen. Night», Аркадій Непиталюк
- «Mia Donna», Павло Остріков, «Крісті фільм»
- «Solitude», Єлізавета Сміт, Держкіно
- «Батьківський день», Марія Пономарьова
- «Затамувавши подих», Олексій Соболєв
- «Ворони летіли», Даниїл Міліковський
- «Доки палає свічка», Віктор Придувалов, «Бі-Ті-Ел-Вавілон», Держкіно
- «Дякую», Максим Люков, «Fresh Production Group», Держкіно
- «Голос», Михайло Іллєнко, «Бі-Ті-Ел-Вавілон», Держкіно
- «Інклюзія в школі», Оксана Тараненко, «Fresh Production Group», Держкіно
- «Кадет», Олександр Столяров, «Бі-Ті-Ел-Вавілон», Держкіно
- «Казки. Неопубл.», Руслан Арітович
- «Камалока», Ярослав Коротков
- «Кобзарський цех», Віктор Придувалов, «Бі-Ті-Ел-Вавілон», Держкіно
- «Крокодил», Катерина Горностай
- «Куди насправді полетіли космонавти?», Іван Шоха, «Campot production»
- «Ліфт», Михайло Іллєнко, «Fresh Production Group», Держкіно
- «Магнітна буря», Ігор Ганський
- «Маніяк», Антон Сьомін
- «Мить», Юлія Тамтура, Київський національний університет театру, кіно і телебачення імені Івана Карпенка-Карого
- «Моно», Андрій Дончик, «Fresh Production Group», Держкіно
- «На краю», Олександр Ітигілов, «Fresh Production Group», Держкіно
- "На своїй землі, Олександр Кірієнко, «Бі-Ті-Ел-Вавілон», Держкіно
- «Не бійся», Владислав Шадурський, Київський національний університет театру, кіно і телебачення імені Івана Карпенка-Карого
- «Невеселий», Дмитро Чухран
- «Новий рік у сімейному колі», Максим Наконечний, Держкіно
- "Паперове серце, Олесь Санін, «Fresh Production Group», Держкіно
- "Прощена неділя, Олександр Кириєнко, «Fresh Production Group», Держкіно
- «Серцеїдка», Олександр Бровченко, «Fresh Production Group», Держкіно
- «У радості, і тільки в радості», Марина Рощина
- «Урок», Михайло Іллєнко, «Fresh Production Group», Держкіно
- «Урок риболовлі», Кирил Жеков
- «Холодний дощ самотності», Олег Павлюченков, «Бі-Ті-Ел-Вавілон», Держкіно
- «Цвях», Ахмед Сарихаліл, Держкіно
- «Чоловік», Оксана Артеменко, «Бі-Ті-Ел-Вавілон», Держкіно
- «Що якщо», Віра Яковенко
- «Штангіст», Дмитро Сухолиткий-Собчук, Держкіно
- «Я», Іван Тимченко, «Svetofor Film»
- «Янгол», Володимир Луцький, «Fresh Production Group», Держкіно

## 2019
- «everything is ART», Дар'я Затилюк
- «FOMO», Влад Красінський
- «Lover», Матвій Кішак
- «LoveSocks», Юлія Дегліна
- «Maybe», Катерина Лемешинська
- «MUTE», Кирило Земляний
- «Підземні річки», Дмитро Фальковський
- «Анна», Декель Беренсон
- «Дивак», Анастасія Пащенко
- «Вічність», Анна Соболевська
- «Вона», Ярослав Балло[6][7]
- «Ворог змії», Олександр Никонович
- «Гетерофонія, або чом ти не прийшов… раніше?», Михайло Озеров
- «Дівчинка на кулі», Іванна Саніна
- «Вікно», Павло Гриб
- «Влипла», Сергій Зленко
- «Дорослий», Жанна Озірна
- «Десь поряд. Історія однієї перерви», Наталія Давиденко
- «Звірі», Роман Волосевич
- «Знебарвлена», Марина Степанська
- «Жертва», Анна Кішко
- «Ідеальна сім'я», Дмитро Ковальський
- «Іди по воді», Соломія Томащук
- «Лишатися не можна тікати», Марина Лопушін
- «Людина з фотоапаратом», Віталій Кікоть
- «Килим», Наталія Кисельова
- «Мала», Дар'я Турецька
- «Марґо», Анжеліка Устименко
- «Манч і Денчик», Максим Коцький
- «Між рядками», Антон Чистяков, Роман Краснощок
- «Молодий, але це минеться», Настя Фещук
- «Нормальна», Діана Горбань
- «Не вдома», Олександр Чернобай
- «Олекса», Лілія Остапович
- «Піца, Баста і Паста», Валерія Ободянська
- «Плюс Один», Мирослава Клочко
- «Пляма», Наталя Шинкаренко
- «Політичні замальовки», Богдан Іващук
- «Порядна львівська пані», Наталія Пасеницька, «Крісті фільм», Держкіно
- «Процес», Анастасія Мехеда
- «Психро», Олександр Фразе-Фразенко
- «Пуповина», Олександр Бубнов
- «Різдвяні історії», Філіп Сотниченко, Валерія Сочивечь
- «Секрет, Дівчинка та Хлопчик», Оксана Казьміна
- «Син», Мар'яна Бурима
- «Синдром Стендаля. Або ні. Я не знаю», Михайло Рудь
- «Течія», Поліна Горобець
- «Тяжіння», Денис Галушко
- «У нашій синагозі», Іван Орленко
- «Щось закінчилось…», Любов Гончаренко

## 2021
- «Тріумф»[8], Ярослав Балло

Див. також
- Кінематограф України
- Українське кіно доби Незалежності
- Фільмографія українського анімаційного кіно 1990-2010-х років
- Фільмографія українського неігрового кіно 1990-2010-х років
- Список найкасовіших українських фільмів
- Українське кіно у 1893-1922 роках
- Всеукраїнське фотокіноуправління
- Кінематограф Західної України (1896-1939)
- Українське кіно 1930-1940-х років